# Avro Canada CF-105 Arrow

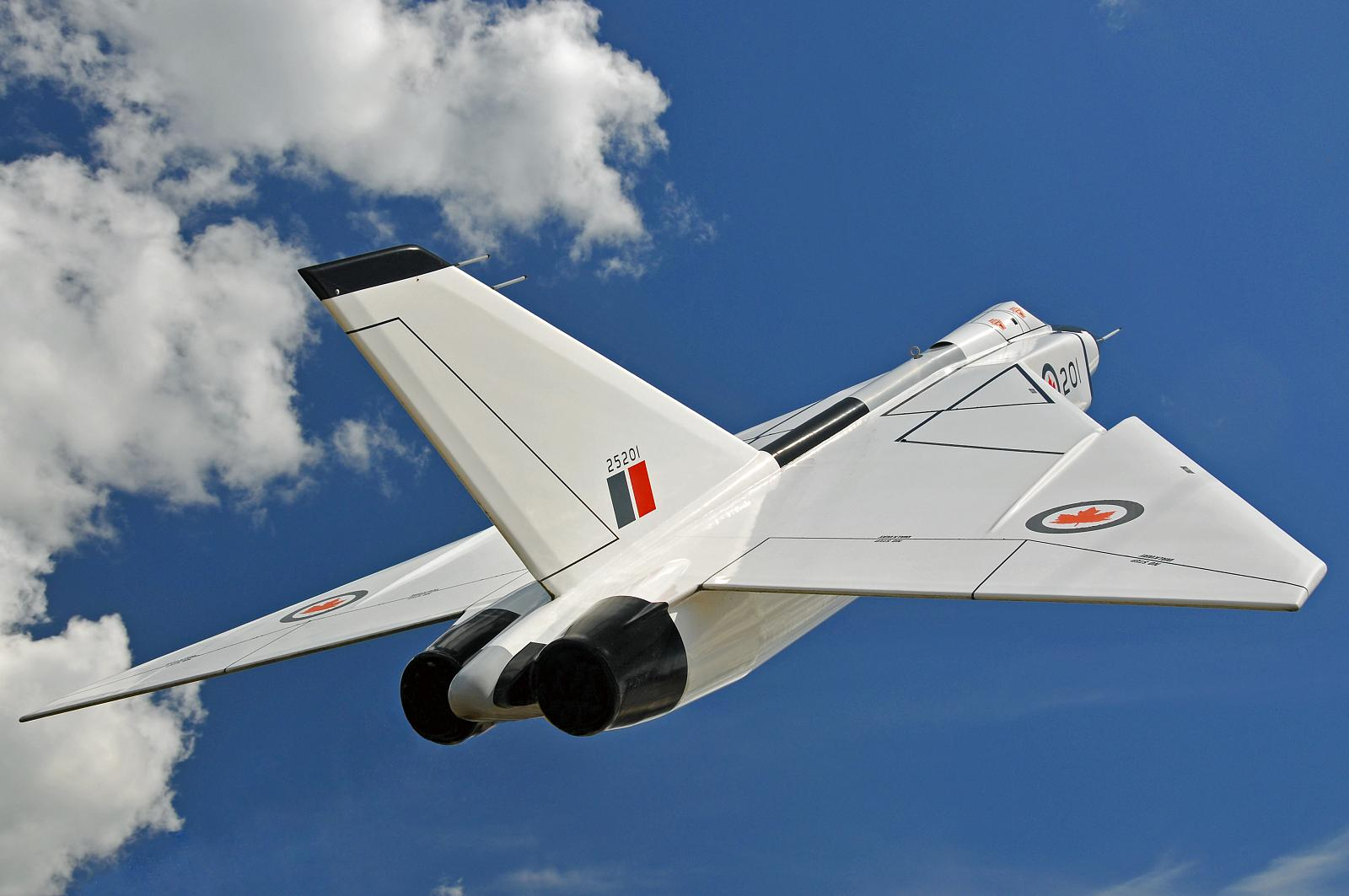
Obrázek vytvořený na PC

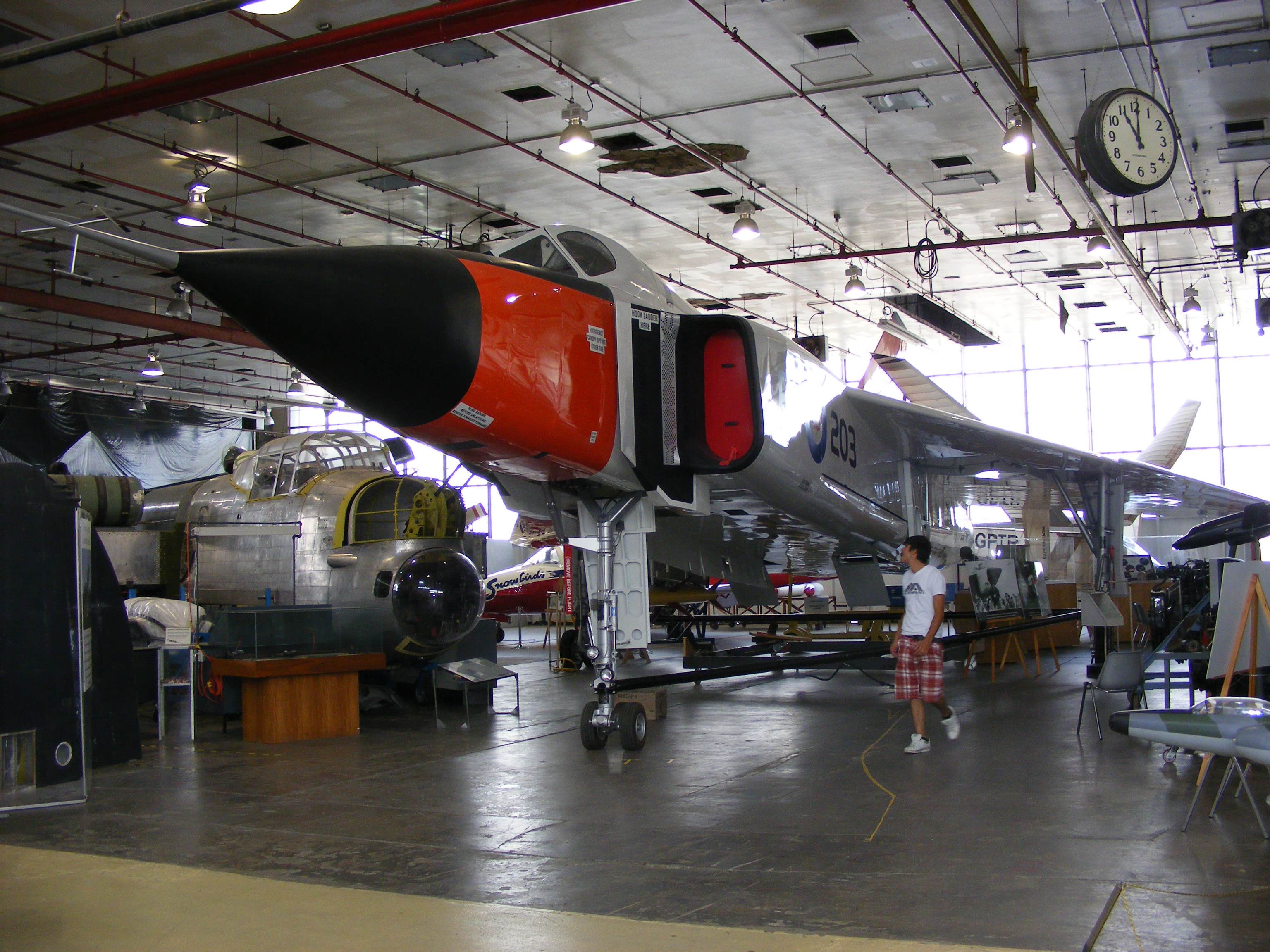
Replika uvnitř budovy muzea (Toronto)

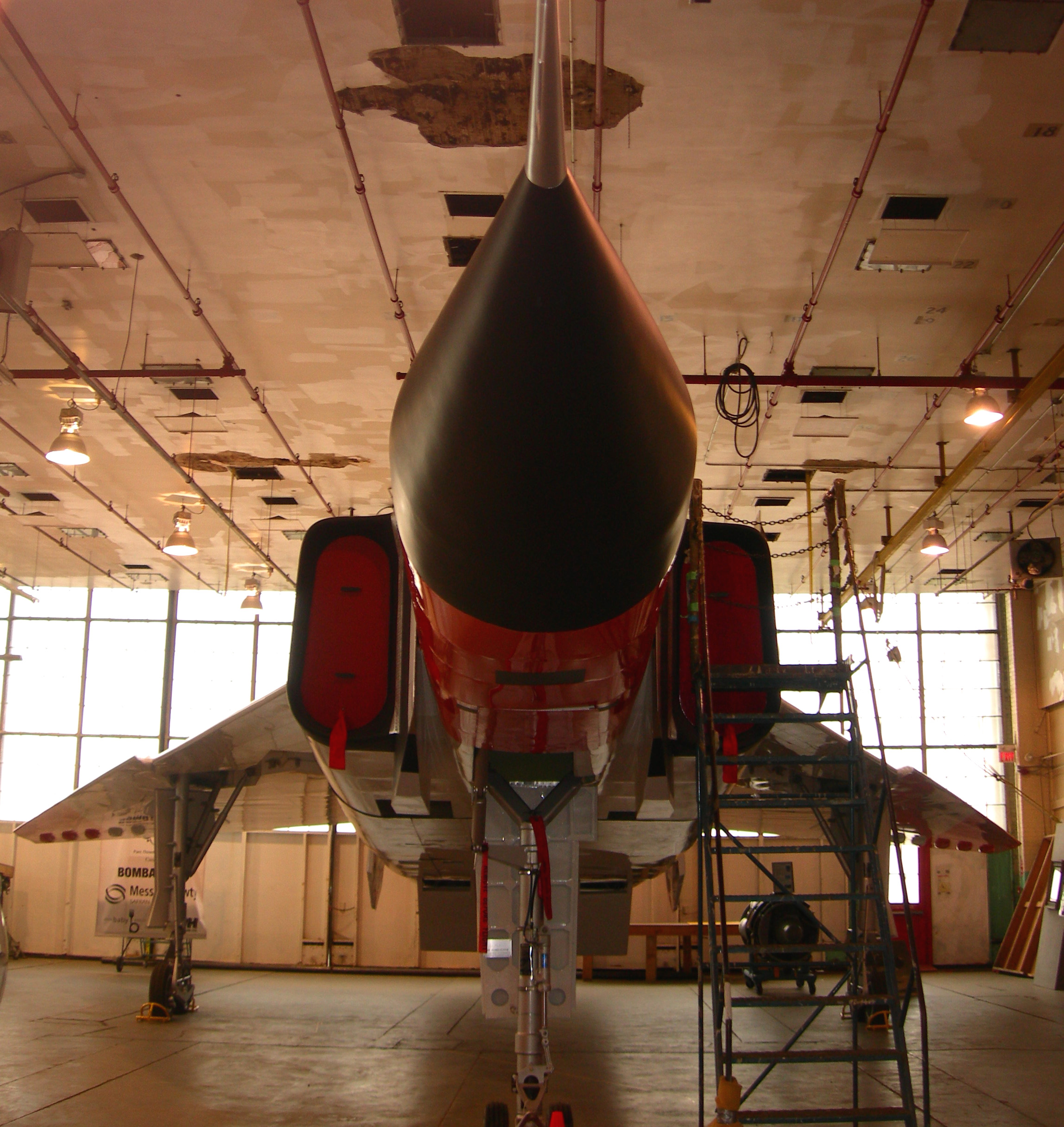
Pohled na nos repliky v muzeu (Toronto)

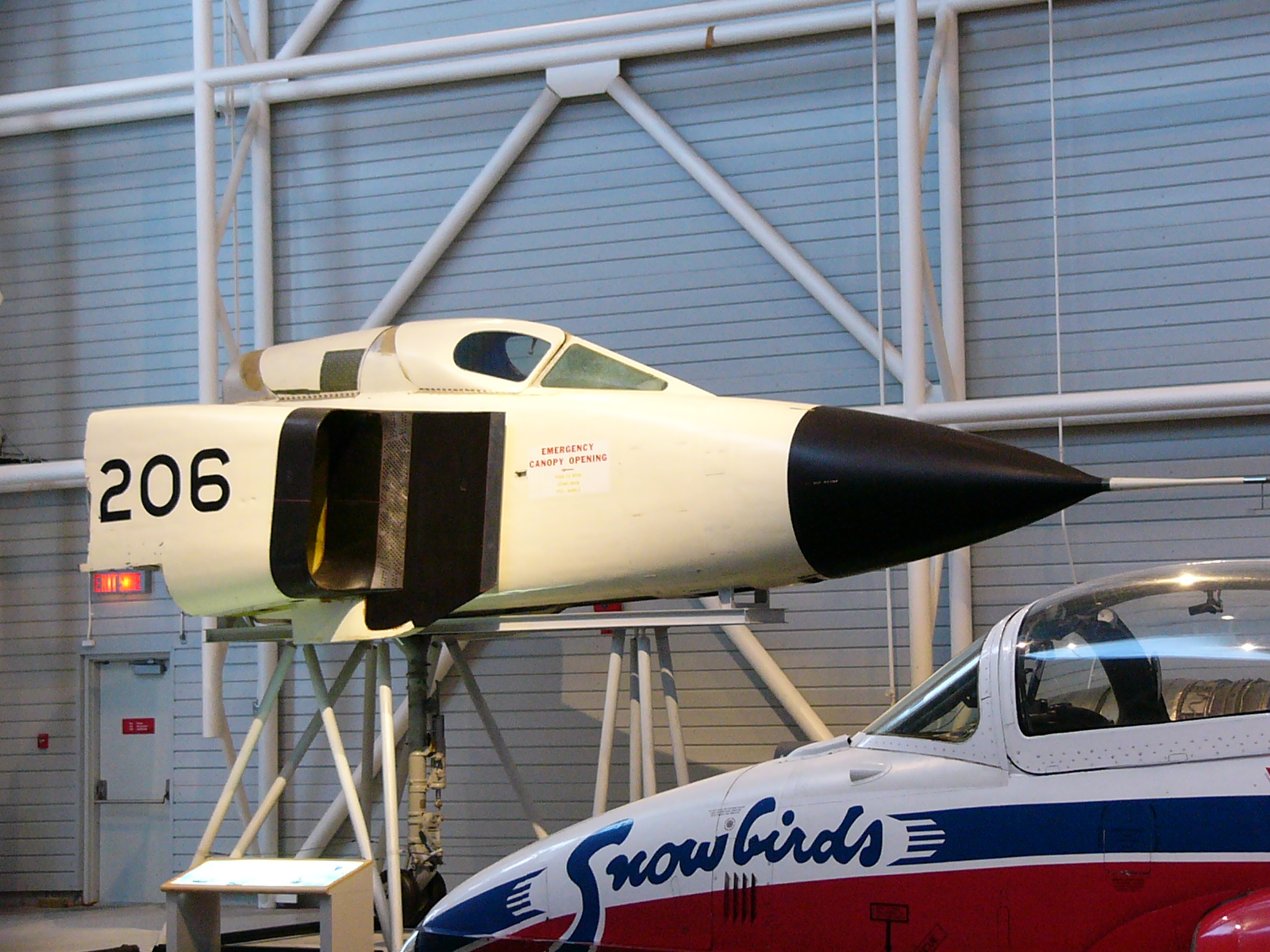
Dochovaný nos prototypu v muzeu (Ottawa)

Avro Canada CF-105 Arrow byl kanadský nadzvukový proudový záchytný stíhací letoun s trojúhelníkovým (delta) křídlem. V letech 1958–1959 byla úspěšně otestována série pěti prototypů, ale roku 1959 kontroverzním rozhodnutím kanadské vlády došlo k ukončení celého projektu.

## Historie
Několik let po druhé světové válce měl tehdejší Sovětský svaz k dispozici strategické bombardéry schopné nést jaderné zbraně na velkou vzdálenost. Proto se některé země snažily vyvinout stíhací letouny, které by mohly zachytit bombardéry dříve, než dosáhnou cíle.
Společnost Avro Canada nejprve vyvinula podzvukový přepadový stíhač schopný plnit úkoly za každého počasí Avro Canada CF-100 Canuck. Později začala pracovat na zcela novém nadzvukovém letounu. Po mnoha diskusích a pokusech bylo pro nový stíhací letoun vybráno delta křídlo, protože je relativně tenké a má velkou plochu. Byly navrženy dvě verze letounu: C104/1 s jedním motorem a C104/2 se dvěma motory. Letoun měl využívat nové motory Orenda. Diskuse mezi zástupci společnosti Avro Canada a zástupci kanadského letectva (RCAF) o vlastnostech nového záchytného stíhače vedly k následujícím požadavkům na letoun:
- dvoučlenná posádka,
- dva motory (pouze dvoumotorový letoun splňoval požadavky RCAF),
- akční rádius 556 km při podzvukové rychlosti a 370 km při nadzvukové rychlosti,
- schopnost vzlétnout a přistát na dráze dlouhé 1800 m,
- nadzvuková rychlost Mach 1,5 ve výšce 15 000 m,
- schopnost provádět akrobatické prvky s přetížením až 2 g bez ztráty výšky a rychlosti,
- schopnost nabrat rychlost Mach 1,5 a výšku 15 000 m za méně než 5 minut.

V prosinci 1953 bylo uvolněno 26 mil. dolarů na vývoj a výrobu testovacích modelů. Po úspěšných sovětských zkouškách nových strategických bombardérů Mjasiščev M-4 a úspěšném testu sovětské vodíkové bomby obdržela společnost 260 mil. dolarů na stavbu pěti prototypů Arrow Mark 1 a následnou výrobu série letounů Arrow Mark 2 (35 kusů).

## Testování
První prototyp letounu CF-105 Arrow, nazvaný RL-201, vyjel z hangáru dne 4. října 1957, tedy ve stejný den, kdy byla vypuštěna družice Sputnik 1, což odvedlo pozornost veřejnosti a sdělovacích prostředků. První let RL-201 proběhl dne 25. března 1958. Letoun pilotoval zkušební pilot Janusz Żurakowski. Úvodní lety prototypu proběhly překvapivě hladce.
Letoun prokázal výbornou ovladatelnost ve všech režimech. Také stabilita letounu byla velmi dobrá. V mnoha ohledech byly dobré vlastnosti letounu dány delta křídlem. Prototyp překročil rychlost zvuku ve třetím letu a při sedmém letu bylo dosaženo rychlosti vyšší než 1700 km/h ve výšce 15 km během stoupání. Maximální rychlost odpovídající Machovu číslu 1,98 byla dosažena na prototypu při pouhých třech čtvrtinách tahu motorů.

## Politické rozhodnutí
V červnu 1957 byli kanadští liberálové poraženi ve volbách a k moci se dostali konzervativci. Předsedou kanadské vlády se stal John Diefenbaker, jehož volební kampaň byla mj. postavena na obviňování liberálů, že utrácejí velké peníze za projekt Arrow. V srpnu 1957 Diefenbaker podepsal se Spojenými státy dohodu o založení společného velitelství protivzdušné obrany (NORAD). Pro zachycení a sledování nepřátelských bombardovacích letounů byl tehdy používán automatický systém SAGE.
Na ničení nepřátelských bombardérů byly určeny rakety CIM-10 Bomarc, které mohly nést konvenční i jaderné hlavice. Bylo navrženo umístit tyto rakety v Kanadě, aby nepřátelské bombardéry mohly být zachyceny už v řídce obydlené oblasti na severu státu. Kanadská vláda dospěla k závěru, že země si nemůže dovolit dva zbrojní programy současně: SAGE i Arrow. Kanada nebyla jedinou zemí, která se rozhodla zrušit projekt stíhacího letounu. Zhruba ve stejnou dobu byly zrušeny dva podobné projekty ve Spojených státech – Republic XF-103 a North American XF-108 Rapier.

## Následky zrušení projektu
20. únor 1959 byl „černým pátkem“ zaměstnanců společnosti Avro Canada. Předseda kanadské vlády Diefenbaker oznámil poslanecké sněmovně ukončení projektů Arrow a Iroquois (motor pro CF-105). Bylo rozhodnuto, že všechny výkresy, prototypy letounů a jiné materiály, týkající se tohoto projektu, budou zničeny. Klíčoví inženýři projektu si později našli práci ve Spojených státech, v Británii a ve Francii.
Jako náhradu za letouny CF-105 Arrow v roce 1961 Kanada zakoupila 66 amerických letounů McDonnell F-101 Voodoo. Spory a politické diskuse kolem tohoto obchodu, stejně jako umístění raket CIM-10 Bomarc na území Kanady, byly hlavními důvody pádu Diefenbakerovy vlády v roce 1963. Všechny prototypy a veškeré materiály týkající se CF-105 Arrow a motorů Orenda Iroquois měly být zničeny. Přesto se dochovala část jednoho z prvních prototypů letounu CF-105 Arrow, která je nyní uložena v kanadském leteckém muzeu v Ottawě.

## Repliky letounu
V roce 1989 se Allan Jackson, jeden z bývalých zaměstnanců společnosti Avro Canada, který byl propuštěn po ukončení projektu Arrow v roce 1959, rozhodl že postaví repliku letounu CF-105 Arrow. V roce 1996 bylo 70 % repliky hotovo. Tehdy Jacksona vyhledal producent dvoudílné minisérie The Arrow a požádal ho, aby dokončil repliku pro účely natáčení seriálu. Po dokončení seriálu byla replika několikrát vystavována na různých leteckých přehlídkách, aby nakonec skončila v muzeu v kanadském městě Wetaskiwin. Další repliku letounu CF-105 Arrow vlastní Avro Museum of Canada. Jde o stroj schopný letu, vyrobený v měřítku 2:3. Replika je postavena z moderních kompozitních materiálů, vyžádala si 5 let práce desítek dobrovolníků a náklady ve výši cca 500 000 dolarů. Další repliku, tentokrát postavenou ve skutečné velikosti, má Canadian Air and Space Museum v Torontu.

## Specifikace

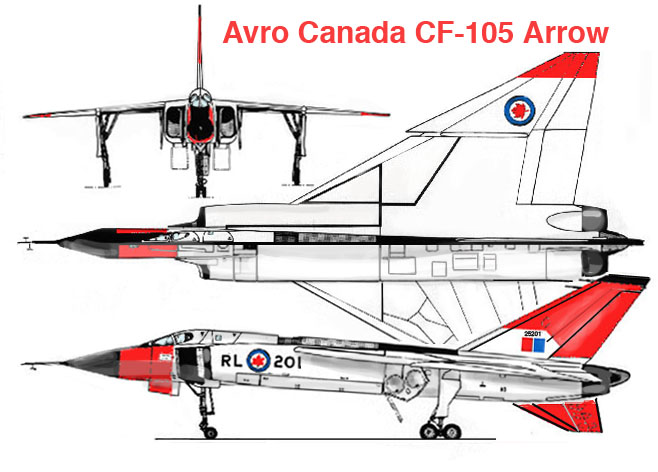
Třípohledový nákres

### Technické údaje
- Osádka: 2 osoby
- Délka: 23,71 m
- Rozpětí: 15,24 m
- Výška: 6,25 m
- Nosná plocha: 113,8 m²
- Hmotnost prázdná: 22 245 kg
- Pohotovostní hmotnost: 25 820 kg
- Maximální vzletová hmotnost: 31 120 kg
- Pohonná jednotka: 2 × proudový motor Pratt & Whitney J75-P-3
- Tah motoru: 55,6 kN (každý motor)
- Tah motoru s přídavným spalováním: 104,53 kN (každý motor)

### Výkony
- Maximální rychlost: 2104 km/h ve výšce 15 000 m (možnost Mach 2+)
- Cestovní rychlost: 977 km/h ve výšce 11 000 m
- Akční rádius: 660 km
- Dostup: 16 150 m

### Výzbroj
- 1 – 4 × Douglas AIR-2 Genie
- 8 × Hughes AIM-4 Falcon, Velvet Glove, AIM-7 Sparrow